# 105'5 Spreeradio
105’5 Spreeradio est une station de radio locale privée de Berlin et du Land de Brandebourg.

## Histoire
105'5 Spreeradio est diffusée en 1994 d'abord sous le nom de Radio 50plus pour un public cible des plus de 50 ans. En 1995, la station de radio est renommée Spreeradio 105,5 et diffuse du schlager. En 2004, la station est renommée 105'5 Spreeradio. Le programme s'adresse maintenant à un groupe cible des 30 à 59 ans. La sélection de musique se compose de succès d'hier et de la musique pop actuelle.

## Diffusion
- UKW Berlin : 105,5 MHz
- Télévision par câble : Berlin 103,00 MHz; Potsdam 107,20 MHz; Brandenbourg 92,55 MHz

## Source de la traduction
- (de) Cet article est partiellement ou en totalité issu de l’article de Wikipédia en allemand intitulé « 105’5 Spreeradio » (voir la liste des auteurs).